# Alosius de Milan
Aloisio da Milano, ou Alosius de Carezano, ou encore Aleviz Friazin, (en russe : Aleviz Milanais), ou (en russe : Aleviz ́Franzine), ou encore (en russe : Lamberti da Montiniana), était un architecte italien de la renaissance. Il travailla en Russie d'où lui vient son surnom Friazine.
En 1494, il arriva à Moscou sur l'invitation de Ivan III pour remplacer Pietro Antonio Solari, comme architecte en chef. Il participa à la construction du Kremlin de Moscou, surtout les fossés et la place en 1495 ; il participa au Palais des Térems en réalisant surtout les soubassements (1499-1508).
En 1508-1516, il bâtit les berges de la Neva, des quais et un pont.

## Sources
- (en) Cet article est partiellement ou en totalité issu de l’article de Wikipédia en anglais intitulé « Aloisio da Milano » (voir la liste des auteurs).